# Natação nos Jogos Paralímpicos de Verão de 2012 - 100 m peito feminino
As competições de 100 metros peito feminino da natação nos Jogos Paralímpicos de Verão de 2012 foram disputadas entre os dias 1 e 8 de setembro no Centro Aquático de Londres, na capital britânica. Participaram desse evento atletas de 10 classes diferentes de deficiência.

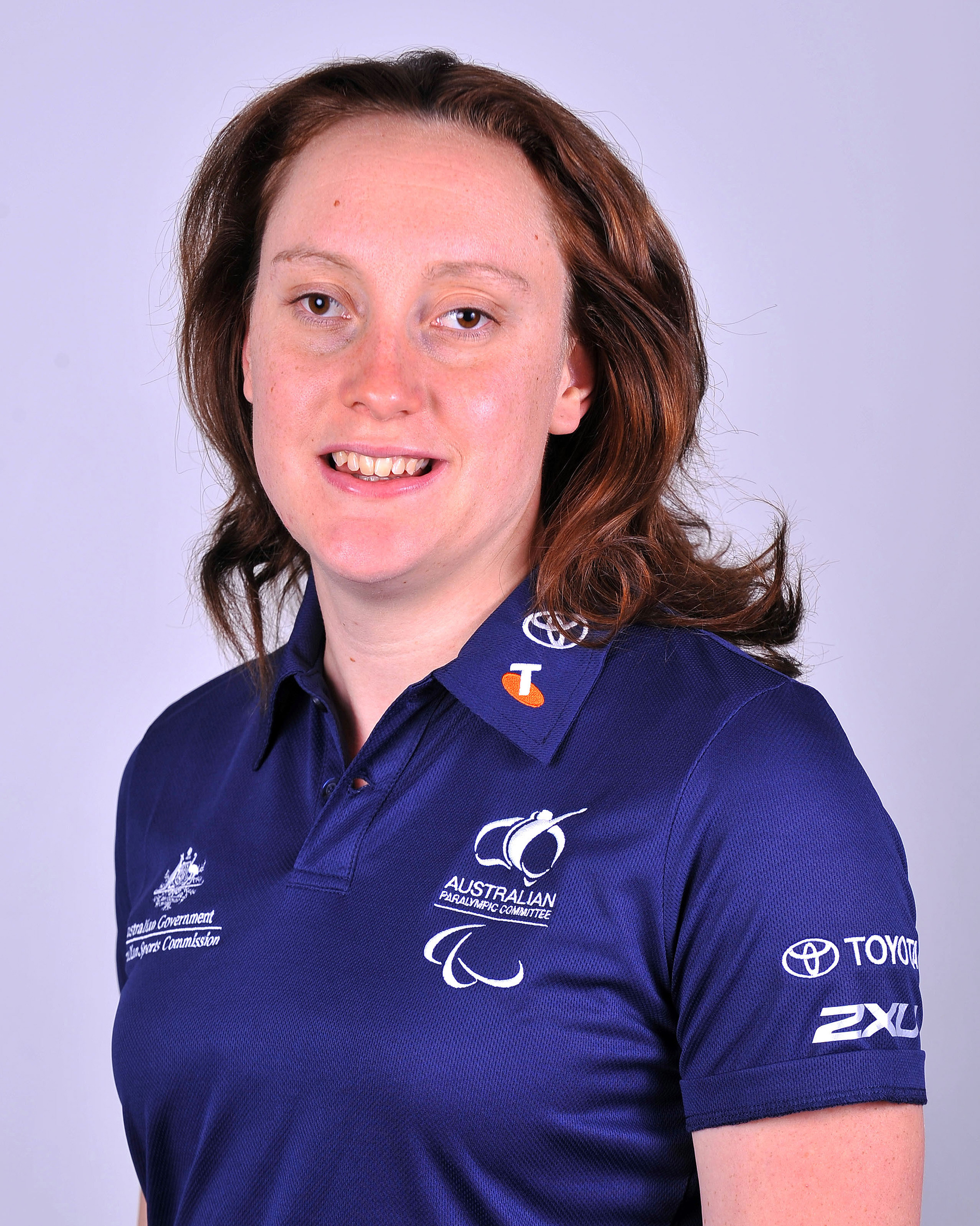
Prue Watt ficou com a medalha de ouro nos 100 metros peito SB13.

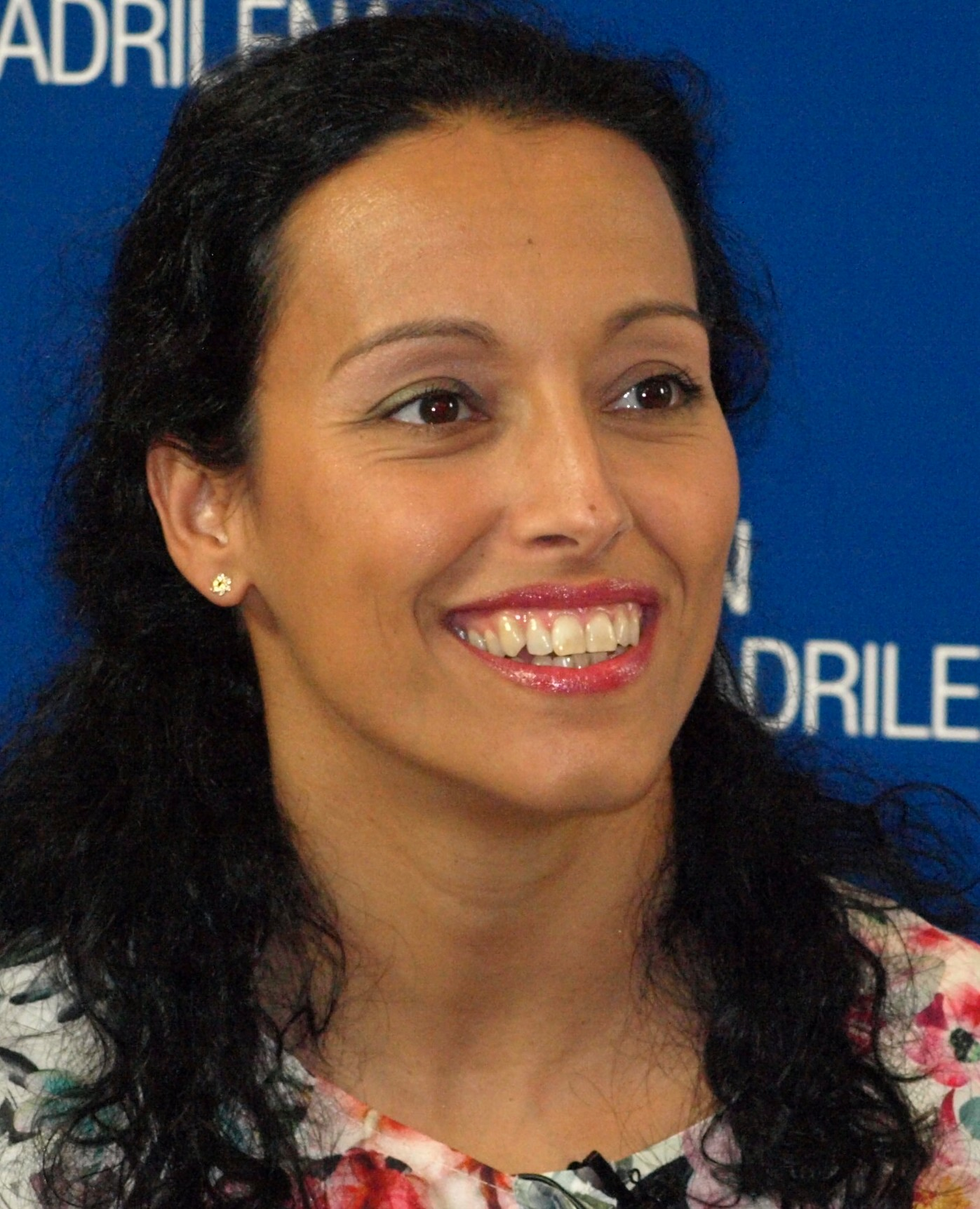
A espanhola Teresa Perales conquistou a medalha de bronze nos 100 metros peito SB4.

## Medalhistas

### Classe SB4
| Ouro   | UKR Nataliia Prologaieva |
| Prata  | NOR Sarah Louise Rung    |
| Bronze | ESP Teresa Perales       |

### Classe SB5
| Ouro   | GER Kirsten Bruhn    |
| Prata  | CHN Song Lingling    |
| Bronze | USA Noga Nir-Kistler |

### Classe SB6
| Ouro   | UKR Viktoriia Savtsova |
| Prata  | GBR Charlotte Henshaw  |
| Bronze | GBR Elizabeth Johnson  |

### Classe SB7
| Ouro   | USA Jessica Long    |
| Prata  | UKR Oksana Khrul    |
| Bronze | NED Lisa den Braber |

### Classe SB8
| Ouro   | RUS Olesya Vladykina |
| Prata  | GBR Claire Cashmore  |
| Bronze | POL Paulina Woźniak  |

### Classe SB9
| Ouro   | UKR Khrystyna Yurchenko |
| Prata  | NZL Sophie Pascoe       |
| Bronze | GBR Harriet Lee         |

### Classe SB11
| Ouro   | SWE Maja Reichard |
| Prata  | UKR Yana Berezhna |
| Bronze | ARG Nadia Baez    |

### Classe SB12
| Ouro   | AZE Natali Pronina       |
| Prata  | CYP Karolina Pelendritou |
| Bronze | UKR Yaryna Matlo         |

### Classe SB13
| Ouro   | AUS Prue Watt       |
| Prata  | GER Elena Krawzow   |
| Bronze | USA Kelley Becherer |

### Classe SB14
| Ouro   | ESP Michelle Alonso Morales |
| Prata  | NED Magda Toeters           |
| Bronze | HKG Kelley Becherer         |

## SB4

### Eliminatórias

#### Eliminatória 1
| Pos. | Raia | Atleta                   | Tempo   | Notas |
| ---- | ---- | ------------------------ | ------- | ----- |
| 1    | 4    | UKR Nataliia Prologaieva | 1:44.90 | Q     |
| 2    | 5    | ISR Inbal Pezaro         | 1:57.95 | Q     |
| 3    | 6    | GRE Chrysoula Antoniadou | 2:04.56 | Q     |
| 4    | 3    | TPE Luo Alice Hsiao Hung | 2:06.80 | Q     |
| 5    | 2    | HUN Katalin Engelhardt   | 2:10.53 |       |
| 6    | 7    | COL Naiver Ome Ramos     | 2:20.51 |       |

#### Eliminatória 2
| Pos. | Raia | Atleta                 | Tempo   | Notas |
| ---- | ---- | ---------------------- | ------- | ----- |
| 1    | 4    | NOR Sarah Louise Rung  | 1:45.58 | Q     |
| 2    | 5    | ESP Teresa Perales     | 1:56.90 | Q     |
| 3    | 3    | BLR Natalia Shavel     | 2:04.55 | Q     |
| 4    | 2    | CHN Wu Qi              | 2:10.31 | Q     |
| 5    | 6    | RUS Natalia Gavrilyuk  | 2:14.76 |       |
| 6    | 7    | ESP Lorena Homar López | 2:18.19 |       |

### Final
| Pos.   | Raia | Atleta                   | Tempo   | Notas           |
| ------ | ---- | ------------------------ | ------- | --------------- |
| Ouro   | 4    | UKR Nataliia Prologaieva | 1:43.99 | Recorde mundial |
| Prata  | 5    | NOR Sarah Louise Rung    | 1:45.68 |                 |
| Bronze | 3    | ESP Teresa Perales       | 1:56.17 |                 |
| 4      | 6    | ISR Inbal Pezaro         | 1:56.73 |                 |
| 5      | 2    | BLR Natalia Shavel       | 2:00.03 |                 |
| 6      | 7    | GRE Chrysoula Antoniadou | 2:03.80 |                 |
| 7      | 1    | TPE Luo Alice Hsiao Hung | 2:06.05 |                 |
| 8      | 8    | CHN Wu Qi                | 2:09.70 |                 |

## SB5

### Eliminatórias

#### Eliminatória 1
| Pos. | Raia | Atleta                   | Tempo   | Notas |
| ---- | ---- | ------------------------ | ------- | ----- |
| 1    | 5    | GER Verena Schott        | 1:54.34 | Q     |
| 2    | 2    | AUT Sabine Weber-Treiber | 1:56.99 | Q     |
| 3    | 3    | USA Ileana Rodriguez     | 1:58.42 | Q     |
| 4    | 4    | USA Victoria Arlen       | 1:59.67 |       |
| 5    | 6    | ESP Julia Castello Farre | 2:01.18 |       |
| 6    | 1    | VIE Trịnh Thị Bích Như   | 2:11.80 |       |
| 7    | 7    | ARM Maga Hovakimyan      | 2:21.88 |       |

#### Eliminatória 2
| Pos. | Raia | Atleta               | Tempo   | Notas |
| ---- | ---- | -------------------- | ------- | ----- |
| 1    | 4    | GER Kirsten Bruhn    | 1:35.03 | Q     |
| 2    | 5    | CHN Song Lingling    | 1:49.19 | Q     |
| 3    | 3    | USA Noga Nir-Kistler | 1:53.35 | Q     |
| 4    | 2    | HUN Gitta Ráczkó     | 1:57.39 | Q     |
| 5    | 6    | HUN Fanni Illés      | 1:58.83 | Q     |
| 6    | 7    | CAN Valerie Drapeau  | 2:07.70 |       |
| 7    | 1    | VIE Dương Thị Lan    | 2:12.49 |       |

### Final
| Pos.   | Raia | Atleta                   | Tempo   | Notas              |
| ------ | ---- | ------------------------ | ------- | ------------------ |
| Ouro   | 4    | GER Kirsten Bruhn        | 1:35.50 |                    |
| Prata  | 5    | CHN Song Lingling        | 1:47.19 | Recorde asiático   |
| Bronze | 3    | USA Noga Nir-Kistler2    | 1:50.76 | Recorde da América |
| 4      | 2    | AUT Sabine Weber-Treiber | 1:51.96 |                    |
| 5      | 6    | GER Verena Schott        | 1:53.09 |                    |
| 6      | 7    | HUN Gitta Ráczkó         | 1:56.61 |                    |
| 7      | 1    | USA Ileana Rodriguez     | 1:57.94 |                    |
| 8      | 8    | HUN Fanni Illés          | 1:59.47 |                    |

## SB6

### Eliminatórias

#### Eliminatória 1
| Pos. | Raia | Atleta                   | Tempo   | Notas |
| ---- | ---- | ------------------------ | ------- | ----- |
| 1    | 4    | GBR Elizabeth Johnson    | 1:41.09 | Q     |
| 2    | 5    | UKR Viktoriia Savtsova   | 1:41.22 | Q     |
| 3    | 3    | TUR Özlem Baykız         | 1:53.95 | Q     |
| 4    | 2    | MEX Karina Domingo Bello | 1:56.58 | Q     |
| —    | 6    | CHN Ke Liting            | DSQ     |       |

#### Eliminatória 2
| Pos. | Raia | Atleta                | Tempo   | Notas |
| ---- | ---- | --------------------- | ------- | ----- |
| 1    | 4    | GBR Charlotte Henshaw | 1:39.64 | Q     |
| 2    | 5    | AUS Tanya Huebner     | 1:43.64 | Q     |
| 3    | 6    | AUS Katrina Porter    | 1:53.63 | Q     |
| 4    | 3    | RUS Oxana Guseva      | 1:54.36 | Q     |
| 5    | 2    | NOR Marianne Fredbo   | 1:58.99 |       |

### Final
| Pos.   | Raia | Atleta                   | Tempo   | Notas               |
| ------ | ---- | ------------------------ | ------- | ------------------- |
| Ouro   | 3    | UKR Viktoriia Savtsova   | 1:39.13 | Recorde paralímpico |
| Prata  | 4    | GBR Charlotte Henshaw    | 1:39.16 |                     |
| Bronze | 5    | GBR Elizabeth Johnson    | 1:40.90 |                     |
| 4      | 6    | AUS Tanya Huebner        | 1:42.45 |                     |
| 5      | 1    | RUS Oxana Guseva         | 1:49.41 |                     |
| 6      | 2    | AUS Katrina Porter       | 1:54.54 |                     |
| 7      | 7    | TUR Özlem Baykız         | 1:54.60 |                     |
| 8      | 8    | MEX Karina Domingo Bello | 1:56.17 |                     |

## SB7

### Eliminatórias

#### Eliminatória 1
| Pos. | Raia | Atleta                 | Tempo   | Notas |
| ---- | ---- | ---------------------- | ------- | ----- |
| 1    | 5    | UKR Oksana Khrul       | 1:37.12 | Q     |
| 2    | 6    | CAN Sarah Mehain       | 1:48.90 | Q     |
| 3    | 4    | USA Mallory Weggemann  | 1:50.05 | Q     |
| 4    | 2    | CAN Brianna Nelson     | 1:54.01 | Q     |
| 5    | 7    | FIN Meri-Maari Mäkinen | 2:02.32 |       |
| —    | 3    | GBR Emma Hollis        | DNS     |       |

#### Eliminatória 2
| Pos. | Raia | Atleta                          | Tempo   | Notas |
| ---- | ---- | ------------------------------- | ------- | ----- |
| 1    | 4    | USA Jessica Long                | 1:29.79 | Q     |
| 2    | 5    | NED Lisa den Braber             | 1:37.61 | Q     |
| 3    | 6    | BRA Susana Ribeiro              | 1:38.39 | Q     |
| 4    | 3    | CHN Tan Xu                      | 1:41.07 | Q     |
| 5    | 7    | USA Cortney Jordan              | 1:56.53 |       |
| —    | 2    | NOR Mina Marie Heyerdal Klausen | DSQ     |       |

### Final
| Pos.   | Raia | Atleta                | Tempo   | Notas               |
| ------ | ---- | --------------------- | ------- | ------------------- |
| Ouro   | 4    | USA Jessica Long      | 1:29.28 | Recorde paralímpico |
| Prata  | 5    | UKR Oksana Khrul      | 1:35.68 |                     |
| Bronze | 3    | NED Lisa den Braber   | 1:37.02 |                     |
| 4      | 6    | BRA Susana Ribeiro    | 1:38.71 |                     |
| 5      | 2    | CHN Tan Xu            | 1:39.67 |                     |
| 6      | 1    | USA Mallory Weggemann | 1:43.62 |                     |
| 7      | 7    | CAN Sarah Mehain      | 1:47.29 |                     |
| 8      | 8    | CAN Brianna Nelson    | 1:54.19 |                     |

## SB8

### Eliminatórias

#### Eliminatória 1
| Pos. | Raia | Atleta              | Tempo   | Notas              |
| ---- | ---- | ------------------- | ------- | ------------------ |
| 1    | 4    | GBR Claire Cashmore | 1:22.90 | Q                  |
| 2    | 5    | POL Paulina Woźniak | 1:24.45 | Q                  |
| 3    | 3    | CAN Katarina Roxon  | 1:28.84 | Q                  |
| 4    | 6    | JPN Manami Nomura   | 1:32.82 | Q                  |
| 5    | 2    | NZL Nikita Howarth  | 1:33.48 | Recorde da Oceania |

#### Eliminatória 2
| Pos. | Raia | Atleta                 | Tempo   | Notas |
| ---- | ---- | ---------------------- | ------- | ----- |
| 1    | 4    | RUS Olesya Vladykina   | 1:23.12 | Q     |
| 2    | 5    | USA Anna Johannes      | 1:23.66 | Q     |
| 3    | 2    | RUS Anna Kolosova      | 1:26.29 | Q     |
| 4    | 3    | RSA Natalie du Toit    | 1:30.24 | Q     |
| 5    | 6    | CZE Kateřina Komárková | 1:36.11 |       |

### Final
| Pos.   | Raia | Atleta               | Tempo   | Notas           |
| ------ | ---- | -------------------- | ------- | --------------- |
| Ouro   | 5    | RUS Olesya Vladykina | 1:17.17 | Recorde mundial |
| Prata  | 4    | GBR Claire Cashmore  | 1:20.39 |                 |
| Bronze | 6    | POL Paulina Woźniak  | 1:22.45 |                 |
| 4      | 3    | USA Anna Johannes    | 1:23.45 |                 |
| 5      | 7    | CAN Katarina Roxon   | 1:27.07 |                 |
| 6      | 2    | RUS Anna Kolosova    | 1:27.58 |                 |
| 7      | 1    | RSA Natalie du Toit  | 1:30.85 |                 |
| 8      | 8    | JPN Manami Nomura    | 1:31.19 |                 |

## SB9

### Eliminatórias

#### Eliminatória 1
| Pos. | Raia | Atleta                | Tempo   | Notas |
| ---- | ---- | --------------------- | ------- | ----- |
| 1    | 5    | NZL Sophie Pascoe     | 1:19.28 | Q     |
| 2    | 4    | GBR Harriet Lee       | 1:19.44 | Q     |
| 3    | 6    | RUS Nina Ryabova      | 1:22.47 | Q     |
| 4    | 2    | IRL Ellen Keane       | 1:22.97 |       |
| 5    | 3    | GBR Louise Watkin     | 1:25.48 |       |
| 6    | 7    | RUS Irina Grazhdanova | 1:26.85 |       |

#### Eliminatória 2
| Pos. | Raia | Atleta                  | Tempo   | Notas |
| ---- | ---- | ----------------------- | ------- | ----- |
| 1    | 4    | UKR Khrystyna Yurchenko | 1:18.61 | Q     |
| 2    | 3    | UKR Mariya Timofeyeva   | 1:20.45 | Q     |
| 3    | 6    | CHN Zhang Meng          | 1:22.48 | Q     |
| 4    | 2    | ARG Daniela Gimenez     | 1:22.58 | Q     |
| 5    | 5    | ESP Sarai Gascon        | 1:22.61 | Q     |
| 6    | 7    | AUS Katherine Downie    | 1:27.41 |       |
| 7    | 1    | CAN Aurélie Rivard      | 1:28.54 |       |

### Final
| Pos.   | Raia | Atleta                  | Tempo   | Notas              |
| ------ | ---- | ----------------------- | ------- | ------------------ |
| Ouro   | 4    | UKR Khrystyna Yurchenko | 1:17.81 | Recorde europeu    |
| Prata  | 5    | NZL Sophie Pascoe       | 1:18.38 | Recorde da Oceania |
| Bronze | 3    | GBR Harriet Lee         | 1:19.53 |                    |
| 4      | 2    | RUS Nina Ryabova        | 1:19.67 |                    |
| 5      | 6    | UKR Mariya Timofeyeva   | 1:20.92 |                    |
| 6      | 8    | ESP Sarai Gascon        | 1:21.50 |                    |
| 7      | 1    | ARG Daniela Gimenez     | 1:21.99 |                    |
| 8      | 7    | CHN Zhang Meng          | 1:23.11 |                    |

## SB11

### Eliminatórias

#### Eliminatória 1
| Pos. | Raia | Atleta                | Tempo   | Notas |
| ---- | ---- | --------------------- | ------- | ----- |
| 1    | 4    | ARG Nadia Baez        | 1:32.07 | Q     |
| 2    | 3    | FRA Stéphanie Douard  | 1:35.57 | Q     |
| 3    | 5    | GER Daniela Schulte   | 1:36.74 | Q     |
| 4    | 6    | USA Letticia Martinez | 1:37.97 | Q     |
| 5    | 2    | RUS Irina Lavrova     | 1:40.03 |       |

#### Eliminatória 2
| Pos. | Raia | Atleta            | Tempo   | Notas |
| ---- | ---- | ----------------- | ------- | ----- |
| 1    | 4    | SWE Maja Reichard | 1:28.51 | Q     |
| 2    | 5    | UKR Yana Berezhna | 1:32.78 | Q     |
| 3    | 2    | CAN Amber Thomas  | 1:37.52 | Q     |
| 4    | 3    | JPN Rina Akiyama  | 1:38.94 | Q     |
| 5    | 7    | RUS Olga Sokolova | 1:40.28 |       |
| 6    | 6    | RSA Renette Bloem | 1:40.61 |       |

### Final
| Pos.   | Raia | Atleta                | Tempo   | Notas              |
| ------ | ---- | --------------------- | ------- | ------------------ |
| Ouro   | 4    | SWE Maja Reichard     | 1:27.98 | Recorde mundial    |
| Prata  | 3    | UKR Yana Berezhna     | 1:29.99 |                    |
| Bronze | 5    | ARG Nadia Baez        | 1:31.21 | Recorde da América |
| 4      | 2    | GER Daniela Schulte   | 1:36.16 |                    |
| 5      | 7    | CAN Amber Thomas      | 1:36.21 |                    |
| 6      | 6    | FRA Stéphanie Douard  | 1:36.50 |                    |
| 7      | 8    | JPN Rina Akiyama      | 1:36.79 | Recorde asiático   |
| 8      | 1    | USA Letticia Martinez | 1:41.10 |                    |

## SB12

### Eliminatórias

#### Eliminatória 1
| Pos. | Raia | Atleta                                 | Tempo   | Notas |
| ---- | ---- | -------------------------------------- | ------- | ----- |
| 1    | 3    | UKR Maryna Shtal                       | 1:23.55 | Q     |
| 2    | 6    | ARG Anabel Moro                        | 1:23.81 | Q     |
| 3    | 4    | UKR Yaryna Matlo                       | 1:24.98 | Q     |
| 4    | 5    | UKR Yuliya Volkova                     | 1:27.40 | Q     |
| 5    | 2    | BRA Raquel Viel                        | 1:32.00 |       |
| 6    | 7    | MEX Matilde Estefania Alcazar Figueroa | 1:35.43 |       |

#### Eliminatória 2
| Pos. | Raia | Atleta                   | Tempo   | Notas |
| ---- | ---- | ------------------------ | ------- | ----- |
| 1    | 4    | CYP Karolina Pelendritou | 1:19.33 | Q     |
| 2    | 3    | AZE Natali Pronina       | 1:20.09 | Q     |
| 3    | 5    | ESP Deborah Font         | 1:23.57 | Q     |
| 4    | 6    | ESP Carla Casals         | 1:23.95 | Q     |
| 5    | 2    | CZE Lenka Zahradníková   | 1:28.26 |       |
| 6    | 7    | CZE Nicole Fričová       | 1:30.29 |       |
| 7    | 1    | SVK Karina Petrikovičová | 1:39.44 |       |

### Final
| Pos.   | Raia | Atleta                   | Tempo   | Notas              |
| ------ | ---- | ------------------------ | ------- | ------------------ |
| Ouro   | 5    | AZE Natali Pronina       | 1:16.17 | Recorde mundial    |
| Prata  | 4    | CYP Karolina Pelendritou | 1:16.38 |                    |
| Bronze | 1    | UKR Yaryna Matlo         | 1:20.21 |                    |
| 4      | 6    | ESP Deborah Font         | 1:22.22 |                    |
| 5      | 3    | UKR Maryna Shtal         | 1:23.11 |                    |
| 6      | 7    | ESP Carla Casals         | 1:23.22 |                    |
| 7      | 2    | ARG Anabel Moro          | 1:23.42 | Recorde da América |
| 8      | 8    | UKR Yuliya Volkova       | 1:26.06 |                    |

## SB13

### Eliminatórias

#### Eliminatória 1
| Pos. | Raia | Atleta                         | Tempo   | Notas |
| ---- | ---- | ------------------------------ | ------- | ----- |
| 1    | 5    | USA Kelley Becherer            | 1:22.51 | Q     |
| 2    | 4    | USA Colleen Young              | 1:23.41 | Q     |
| 3    | 3    | AUS Teigan van Roosmalen       | 1:24.41 | Q     |
| 4    | 6    | ESP Begona Curero              | 1:25.12 | Q     |
| 5    | 2    | ESP Marta Maria Gomez Battelli | 1:27.89 |       |
| 6    | 7    | ROU Naomi Ciorap               | 1:34.92 |       |

#### Eliminatória 2
| Pos. | Raia | Atleta                   | Tempo   | Notas |
| ---- | ---- | ------------------------ | ------- | ----- |
| 1    | 4    | AUS Prue Watt            | 1:20.36 | Q     |
| 2    | 5    | GER Elena Krawzow        | 1:21.70 | Q     |
| 3    | 3    | CAN Valerie Grand-Maison | 1:25.03 | Q     |
| 4    | 6    | UKR Iryna Balashova      | 1:25.66 | Q     |
| 5    | 2    | USA Rebecca Anne Meyers  | 1:25.97 |       |
| 6    | 7    | CAN Rhea Schmidt         | 1:28.57 |       |
| 7    | 1    | RSA Marike Naude         | 1:46.57 |       |

### Final
| Pos.   | Raia | Atleta                   | Tempo   | Notas              |
| ------ | ---- | ------------------------ | ------- | ------------------ |
| Ouro   | 4    | AUS Prue Watt            | 1:19.19 | Recorde da Oceania |
| Prata  | 5    | GER Elena Krawzow        | 1:20.31 | Recorde europeu    |
| Bronze | 3    | USA Kelley Becherer      | 1:21.50 |                    |
| 4      | 8    | UKR Iryna Balashova      | 1:21.66 |                    |
| 5      | 6    | USA Colleen Young        | 1:21.72 |                    |
| 6      | 7    | CAN Valerie Grand-Maison | 1:22.16 |                    |
| 7      | 2    | AUS Teigan van Roosmalen | 1:24.03 |                    |
| 8      | 1    | ESP Begona Curero        | 1:26.23 |                    |

## SB14

### Eliminatórias

#### Eliminatória 1
| Pos. | Raia | Atleta                  | Tempo   | Notas |
| ---- | ---- | ----------------------- | ------- | ----- |
| 1    | 5    | NED Marlou van der Kulk | 1:23.45 | Q     |
| 2    | 3    | GBR Natalie Massey      | 1:26.56 |       |
| 3    | 6    | SWE Pernilla Lindberg   | 1:27.50 |       |
| 4    | 2    | HKG Chow Yuen Ying      | 1:30.28 |       |
| 5    | 7    | CZE Adéla Miková        | 1:33.57 |       |
| —    | 4    | IRL Bethany Firth       | DNS     |       |

#### Eliminatória 2
| Pos. | Raia | Atleta                            | Tempo   | Notas |
| ---- | ---- | --------------------------------- | ------- | ----- |
| 1    | 4    | NED Magda Toeters                 | 1:20.51 | Q     |
| 2    | 3    | AUS Kayla Clarke                  | 1:23.36 | Q     |
| 3    | 5    | BEL Tamara Medarts                | 1:23.51 | Q     |
| 4    | 6    | MEX Mariana Díaz de la Vega Parra | 1:26.72 |       |
| 5    | 2    | CAN Kirstie Kasko                 | 1:27.90 |       |
| 6    | 7    | TPE Tu Jo-lin                     | 1:40.49 |       |

#### Eliminatória 3
| Pos. | Raia | Atleta                         | Tempo   | Notas |
| ---- | ---- | ------------------------------ | ------- | ----- |
| 1    | 4    | ESP Michelle Alonso Morales    | 1:18.78 | Q     |
| 2    | 5    | HKG Leung Shu Hang             | 1:21.96 | Q     |
| 3    | 3    | AUS Amanda Fowler              | 1:24.79 | Q     |
| 4    | 6    | FRA Alicia Mandin              | 1:25.62 | Q     |
| 5    | 7    | ISL Kolbrún Alda Stefánsdóttir | 1:30.58 |       |
| =6   | 1    | AUS Taylor Corry               | 1:30.89 |       |
| =6   | 2    | CAN Jana Murphy                | 1:30.89 |       |

### Final
| Pos.   | Raia | Atleta                      | Tempo   | Notas           |
| ------ | ---- | --------------------------- | ------- | --------------- |
| Ouro   | 4    | ESP Michelle Alonso Morales | 1:16.85 | Recorde mundial |
| Prata  | 5    | NED Magda Toeters           | 1:20.64 |                 |
| Bronze | 3    | HKG Leung Shu Hang          | 1:21.21 |                 |
| 4      | 6    | AUS Kayla Clarke            | 1:22.87 |                 |
| 5      | 1    | AUS Amanda Fowler           | 1:23.30 |                 |
| 6      | 2    | NED Marlou van der Kulk     | 1:24.43 |                 |
| 7      | 7    | BEL Tamara Medarts          | 1:24.58 |                 |
| 8      | 8    | FRA Alicia Mandin           | 1:25.51 |                 |

Legenda
| Recorde mundial      | Recorde mundial (World record)               |                       | Recorde africano                      | Recorde africano (African) |                                           | Q | Classificado por posição (Qualified) |
| Recorde paralímpico  | Recorde paralímpico (Paralympic record)      | Recorde da América    | Recorde da América (Americas)         | q                          | Classificado por melhor tempo (Qualified) |   |                                      |
| Melhor marca do ano  | Melhor marca do ano (World leading)          | Recorde asiático      | Recorde asiático (Asian)              | DNS                        | Não largou (Did not start)                |   |                                      |
| Recorde nacional     | Recorde nacional (National record)           | Recorde europeu       | Recorde europeu (European)            | DNF                        | Não terminou (Did not finish)             |   |                                      |
| Recorde pessoal      | Recorde pessoal do atleta (Personal best)    | Recorde da Oceania    | Recorde da Oceania (Oceania)          | DSQ / DQ                   | Desclassificado (Disqualified)            |   |                                      |
| Recorde da temporada | Recorde da temporada do atleta (Season best) | Recorde sul-americano | Recorde sul-americano (South America) | NM                         | Sem marca (No mark)                       |   |                                      |